# Дъбене (село)
Дъбене е село в Южна България. То се намира в община Карлово, област Пловдив.

## География
Село Дъбене се намира в равнинната част на Стремската долина на 5 километра от общинския център гр. Карлово. Южно от селото минава река Стряма.
Климатът и почвените условия са подходящи за отглеждане на житни и технически култури (мента, маслодайна роза) и в по-малка степен за зеленчукопроизводство.

## История
Споменава се в началото на турското владичество и през 1576 г. под името Салих. Има данни, че в района на землището на Дъбене е имало древни селища, което се потвърждава от направените археологически разкопки и намерените ценни накити и предмети на бита.
През 2004 – 2012 г. при археологически разкопки от Мартин Христов от НИМ в землището на селото са регистрирани 23 ритуални структури, в част от които са намерени златни накити, съставени от над 20 000 части. Съкровището е изложено в Националния исторически музей и е неповторимо по своята прецизна изработка и красота. Открит е и некрополът на селището и погребалният обред е трупоизгаряне и трупополагане.
При избухването на Балканската война в 1912 година 3 души от селото са доброволци в Македоно-одринското опълчение.

## Икономика
Добре уредени са транспортните връзки с общинския център и другите селища в общината. Дъбене е жп. спирка на линията Карлово – Пловдив.
Населението се занимава със земеделие, животновъдство и промишлено производство. На територията на Дъбене има няколко малки предприятия за металолеене, дървообработване и оранжерийно производство. В селото виреят много добре култури като мента и дилянка. Също така селото е известно и със своето зеле. Част от населението работи в близките градове – Сопот и Карлово. Близостта на Дъбене до тях и съществуването на възможности за осигуряване на работа и препитание, до известна степен е предпоставка за задържането на младите хора в селото и възпиране на миграционните процеси.

## Обществени институции
По-голяма част от младото население работи в поделенията на армията като наемни войници. Заводът в Сопот не предлага добри възможности за реализация и по-голяма част от хората са съкратени. Много от младите хора предпочитат да останат в градовете, в които са учили.
В селото има добри условия за културно-просветна и възпитателна дейност: читалищен дом и православен храм. Съществуват и функционират самодейни колективи за автентичен фолклор с изяви и награди от регионални и републикански прегледи и фестивали. През 2008 г. основното училище е закрито.

## Културни и природни забележителности
В близост до с. Дъбене се намират два хълма: Бальовица и Конник. Те са подходящо място за разходка и спускане с парапланери и делтапланери. В близост до селото се намира р. Стряма, по чиито брегове има красиви и подходящи места за пикник.
През 2004 г. двамата археолози от НИМ – Иван Христов и Мартин Христов с научен ръководител на експедицията – Мартин Христов, откриват първите златни предмета край село Дъбене. Един ден археолози виждат жена с огърлица от златни мъниста в Сопот, в които разпознават древно злато. Оказва се, че мъжът ѝ е тракторист, открил предметите при оран в землището на с. Дъбене. Човекът ги завежда на нивата. След това археолозите започват разкопки и постепенно проучват няколко археологически структури и изваждат хиляди халкички и мъниста с чистота на златото между 18 и 23 карата. При първите съобщения в медиите така и не е посочено точното място на разкопките. Впоследствие е осигурена охрана заради иманярите и близо година след първите находки е съобщено точното местонахождение на съкровището. Огромният брой златни предмети и фината изработка свидетелстват за неподозирано високо ниво на технологиите на цивилизацията в нашите земи през бронзовата епоха. Откритието е датирано от преди 4000 години. Съкровището от Дъбене е намерено в периода 2004 – 2012 г. и е изложено в Националния исторически музей в постоянната експозиция – Зала № 1.
През лято 2006 г. екипът продължава разкопките и в една от археологическите структури са открити над 4500 златни предмета, един златен кинжал, плочка и втори кинжал изработени по технология, която на този етап остава не докрай изяснена. Отново липсват следи от човешки кости, градежи, пожари. Налага се мнението, че предметите са полагани в земята в рамките на ритуал с дарения. Всички те се датират във втората половина на ІІІ хил. пр. Хр.
През 2010 г. е открит и некропола на селището. Погребалният обред според дотогава проучената площ е трупоизгаряне на телата и тяхното поставяне в урни покрити с капак. Те в повечето случаи са заобиколени от речни камъни или не. Заедно с човешките кости в урните се откриват и животински, което предполага, че на кладите, които не са на място, заедно с човешките тела е била поставяна и вероятно жертвена храна. Проучванията продължават и през 2011 – 2013 г., като акцента е към първия в България плосък некропол с трупоизгаряне. Открити са 40 урни и три гроба с трупополагане.

## Редовни събития
Всяка година в село Дъбене се провежда традиционен събор. Много от най-известните български народни оркестри са гости на събитието. Всяка година се провеждат борби, които привличат участници от цяла България.

## Личности
- Даскал Лило Николов – основател на училището в с. Дъбене, което днес е затворено поради липса на ученици.
- Николай Бухалов е най-успешният български кануист. На олимпиадата в Барселона през 1992 г. печели 2 златни медала, а в Сеул през 1988 г. – сребърен. Има 5 световни титли, спечелени през 1993, 1994 и 1995 г.